# Núcleo de la Tierra

Corte de la Tierra, de núcleo a exosfera. Solamente parte del dibujo está a escala.

El núcleo de la Tierra, también llamado endosfera, siderósfera o barisfera, es su esfera central, la más interna de las capas esféricas concéntricas que constituyen la estructura de la Tierra. Está compuesto fundamentalmente por hierro, con 5-10 % de níquel y menores cantidades de elementos más ligeros, tal vez azufre y oxígeno.
Tiene un radio de cerca de 3500 km, mayor que el planeta Marte, y representa el 32 % de la masa total de la Tierra. La presión en su interior es millones de veces la presión en la superficie y la temperatura puede superar los 6700 °C. Consta de un núcleo externo líquido y un núcleo interno sólido. Anteriormente era conocido con el nombre de NiFe debido a su riqueza en níquel y hierro.[cita requerida]

## Formación
La Tierra se formó hace unos 4600 millones de años. Al igual que el resto de los planetas, lunas y asteroides del sistema solar, se formó después de la explosión de una supernova engendrada en un sistema de estrellas binarias. Los remanentes de metales pesados comenzaron la aglomeración de materiales de un disco que giraba alrededor de la estrella sobreviviente, el Sol. Pasó por una etapa de fusión -estado "líquido-pastoso"- lo que permitió que, debido a la gravedad, los materiales más densos se hundieran hacia el interior, mientras que los más ligeros flotasen hacia la corteza; un proceso denominado diferenciación planetaria. A causa de esto, el núcleo terrestre está compuesto en su mayor parte de metales nativos como hierro (70 %), junto con níquel, iridio, osmio y varios elementos pesados. Otros elementos químicos densos, como el plomo o el uranio, o son muy raros en la Tierra o son propensos a combinación química con elementos más ligeros y por tanto permanecen en la superficie. 
Los metales que conforman el núcleo de la Tierra sufrieron una aleación cuando el planeta aún ardía, formando con esto una estructura metálica increíblemente dura y pesada. Debido a esto el planeta Tierra es el más denso del sistema solar.

## Origen del calor interno de la Tierra
La temperatura de la Tierra aumenta con la profundidad, fenómeno conocido como gradiente geotérmico, y su centro puede superar los 6.700 °C, más caliente que la superficie visible del Sol. Se supone que los tres factores que han contribuido al calor interno de la Tierra son los siguientes:
- El calor liberado por la colisión y compactación de partículas durante la formación de la Tierra.
- El calor emitido cuando el hierro del núcleo externo (fluido) cristaliza sobre la superficie del núcleo interno (sólido).
- El calor emitido por la desintegración radiactiva de algunos elementos, en especial los isótopos radiactivos de uranio (U), torio (Th) y potasio (K).

Solo los dos últimos factores permanecen activos y, además, la desintegración radiactiva es mucho menos intensa que en el pasado. La Tierra irradia al espacio más calor del que se genera en su interior, por lo que se enfría lenta pero continuamente.[cita requerida]

## Características
La densidad media de la Tierra es de 5515 kg/m³, la mayor del Sistema Solar. Dado que la densidad media de los materiales de la superficie oscila entre 2600 y 3500 kg/m³, deben existir materiales más densos en el núcleo de nuestro planeta. La sismología aporta otras evidencias de la alta densidad del núcleo. Se calcula que la densidad media del núcleo es de 11 000 kg/m³, siendo la del núcleo externo inferior a 10 000 kg/m³ y la del interno, inferior a 13 500 kg/m³ .
Los meteoritos aportan datos sobre la composición del núcleo, ya que se cree que son restos del material a partir del cual se formó la Tierra. Hay meteoritos rocosos formados por rocas similares a las peridotitas y meteoritos metálicos compuestos por hierro, iridio y níquel. Los primeros se consideran similares a las rocas que forman el manto terrestre, mientras que los segundos se supone que son representativos de la composición del núcleo. Según los últimos datos, el núcleo se compone de hierro con un 5-10 % de níquel, iridio, osmio y menores cantidades de elementos más ligeros, tal vez azufre y oxígeno.

## Subdivisiones del núcleo
El núcleo de la Tierra, también llamado endosfera, está constituido por dos capas diferentes, en extensión y estado físico, según muestran los datos sísmicos: un núcleo externo líquido de aproximadamente 2270 km de grosor y un núcleo interno sólido con un radio de unos 1220 km. Estos dos núcleos están delimitados por la discontinuidad de Lehmann.

### Núcleo externo
El núcleo externo es líquido, con un grosor de unos 2250 km, y está compuesto de hierro mezclado con níquel y pocos rastros de elementos más ligeros. Los especialistas suponen que la convección del núcleo externo, combinada con la rotación de dicho núcleo causada por la rotación de la Tierra (efecto Coriolis), genera el campo magnético terrestre a través de un proceso explicado por la hipótesis de la dínamo.[cita requerida]

### Núcleo interno
El núcleo interno sólido consta de un radio de aproximadamente 1255 km y fue descubierto en 1936 por Inge Lehmann. Se cree que está compuesto principalmente por hierro (hasta un 70 %), de níquel (30 %) y otros metales pesados como iridio, plomo y titanio. Algunos científicos piensan que podría estar en la forma de un solo cristal de hierro extremadamente duro y pesado que forma una aleación. Especulaciones recientes sugieren que la parte más interna del núcleo está enriquecida por elementos muy pesados, con números atómicos por encima de 55, lo que incluiría oro, mercurio y uranio. Gracias a la lluvia de meteoritos con metales de hace 3.900 millones de años, nuestro planeta debería tener en la actualidad oro suficiente en su núcleo como para cubrir el globo con una capa de 4 metros de espesor.
El núcleo interno sólido está demasiado caliente como para poseer una imantación permanente (ver temperatura de Curie) pero probablemente actúa como un estabilizador del campo magnético generado por el núcleo externo líquido.[cita requerida]
Evidencias recientes sugieren que el núcleo interno de la Tierra podría rotar ligeramente más rápido que el resto del planeta. En agosto de 2005 un grupo de geofísicos anunció en la revista Science que, de acuerdo con sus cálculos, el núcleo interno de la Tierra rota en dirección oeste a este aproximadamente un grado por año más rápido que la rotación de la superficie; así, el núcleo hace una rotación extra aproximadamente cada 400 años.

## La geodinamo
El alto contenido en hierro del núcleo, y las propiedades eléctricas del mismo, permiten interacciones entre sus átomos de forma que, dado un medio que así lo permita, los espines de los electrones queden alineados de forma que sus estados de energía individuales solapan unos con otros creando un campo magnético más potente que la distribución prorrateada por unidad. 
La rotación del núcleo de la Tierra, produce la expresión de un campo electromagnético tal que ha resguardado a la superficie terrestre de las corrientes de plasma solares. Si trasladamos esta descripción a un laboratorio, observaremos que, si sometemos un metal como el hierro a un giro sobre sí mismo, este no produce un campo magnético. Sin embargo, las altas temperaturas del núcleo, cercanas a las que se experimentan en la superficie del sol, inducen una liberación relativa de los orbitales electrónicos de la última capa del átomo de hierro, así como un solapamiento de los estados cuánticos de los electrones, tales que dan como resultado un imán dinámico. El giro del interior del núcleo en referencia a esos estados ordenados de los electrones, provocan el campo electromagnético de la Tierra.
Un cambio en el sentido de giro del hierro fundido en el núcleo, produce un cambio de polaridad. Los efectos que esto tiene en la tecnología desarrollada por el hombre, en sí mismo no es relevante. Lo relevante es el periodo de transición en el cambio de polaridad, dado que la tierra en ese proceso se vería sometida, en el mejor de los casos, a los pulsos electromagnéticos solares. Un pulso electromagnético en sí mismo no es malo para la vida orgánica en la tierra, pero sí que lo es para la tecnología. Ese pulso generaría por ejemplo corrientes parásitas en los circuitos eléctricos.